# Eric André
Eric Samuel André (Boca Raton, Florida; 4 d'abril de 1983) és un còmic, actor, presentador de televisió, escriptor i productor nord-americà. És més conegut per ser el creador, presentador i guionista de la sèrie de comèdia d'Adult Film The Eric Andre Show (2012). També va interpretar a Mike a la sèrie de FXX, Man Seeking Woman (2015-2017) i va fer la veu d'Azizi en el remake d'El rei lleó (2019). Interpreta música amb el nom de Blarf.

## Primers anys de vida
André va néixer a Boca Raton, Florida, el 4 d'abril de 1983, fill d'una mare jueva Asquenazita nord-americana de l'Upper West Side del barri novaiorquès de Manhattan i d'un pare immigrant afro-haitià que treballava com a psiquiatre. S'identifica com negre i jueu. El 2001, després de graduar-se en la Dreyfoos School of the Arts de West Palm Beach (Florida), Andre va estudiar al Berklee College of Music de Boston, on va tocar el contrabaix i es va graduar el 2005 amb una llicenciatura en música.

## Carrera

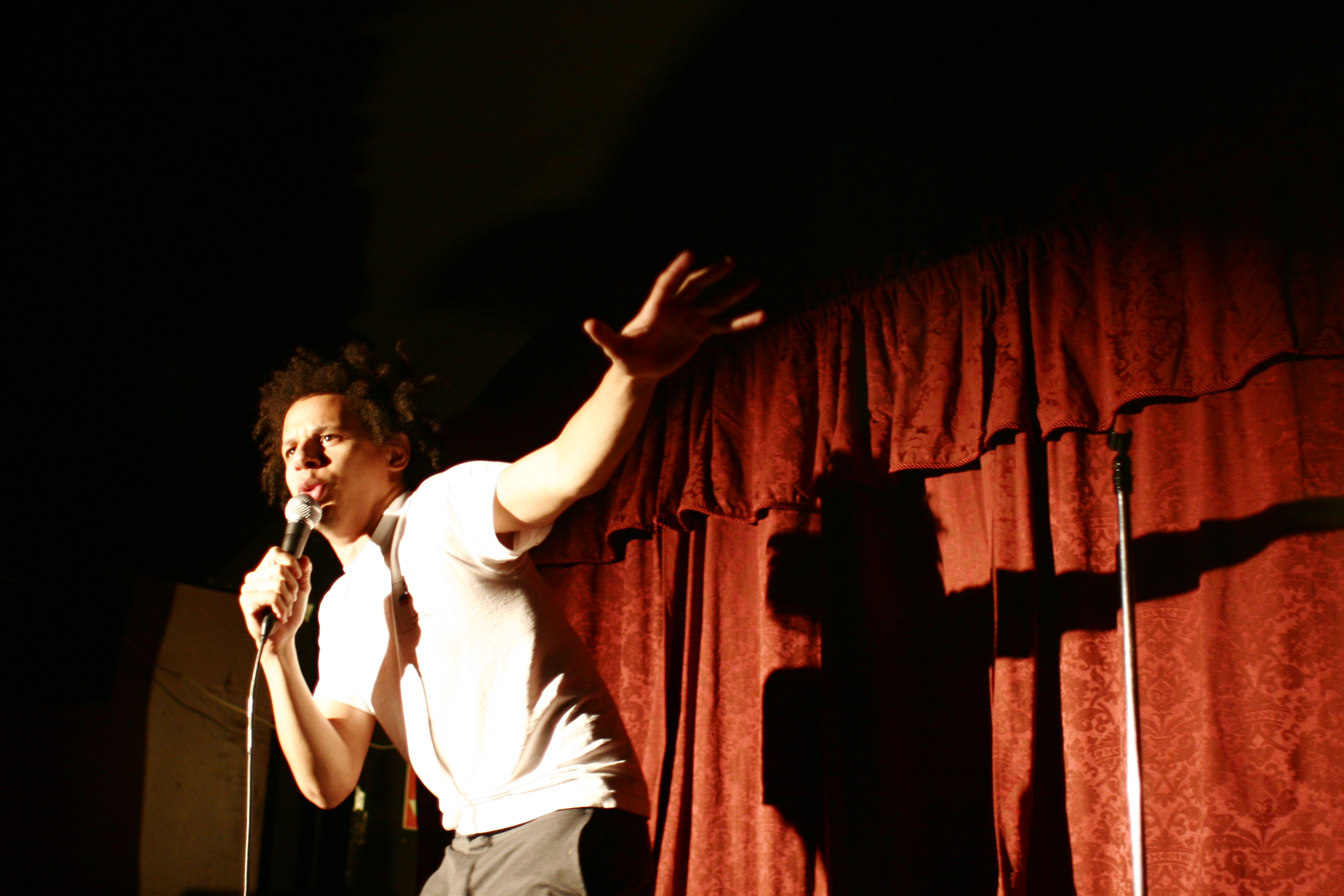
André realitzant un monòleg el 2007

André va començar la seva carrera de comediant l'any 2003. És el creador i presentador de The Eric Andre Show, una paròdia dels programes d'entrevistes d'accés públic, en el bloc de programació nocturna d'Adult Swim de Cartoon Network. El programa inclou bromes, humor de xoc, esquetxos i entrevistes a famosos. Va coprotagonitzar el paper de Mark en la sèrie de comèdia d'ABC Don't Trust the B---- in Apartment 23, i va actuar com a convidat a 2 Broke Girls com a Deke, l'interès amorós de Max i company d'estudis de pastisseria. Va interpretar a Mike en la sèrie de comèdia de FXX Man Seeking Woman, que es va estrenar el 2015. La tercera i última temporada del programa, que consta de deu episodis, es va emetre a principis del 2017. També va fer la veu a Luci en la sèrie animada de Netflix Disenchantment. El maig de 2020, André va anunciar el seu primer programa especial de monòleg a Netflix, Legalize Everything, que es va estrenar el 23 de juny de 2020. En 2021, André va protagonitzar la pel·lícula de comèdia de Netflix Bad Trip.

## Vida personal
André va sortir amb l’actriu Rosario Dawson del 2016 al 2017. El març de 2021, André va revelar que tenia una relació amb una dona que va conèixer en un mercat agrícola i que ella no sabia que era famós fins que van començar a sortir.
André és un ateu agnòstic i practicant de la Meditació Transcendental. Va recolzar al candidat demòcrata Bernie Sanders en les eleccions presidencials del 2020.

## Filmografia

### Pel·lícules
| Any  | Títol                              | Paper                       | Notes                       |
| ---- | ---------------------------------- | --------------------------- | --------------------------- |
| 2009 | The Invention of Lying             | Home núm. 4                 | Cameo                       |
| 2010 | The Awkward Comedy Show            | A si mateix                 |                             |
| 2010 | Thin Skin                          | Passatger                   | Curtmetratge                |
| 2012 | Should've Been Romeo               | Buzz                        |                             |
| 2013 | The Internship                     | Sid                         |                             |
| 2015 | Flock of Dudes                     | Mook                        |                             |
| 2016 | Popstar: Never Stop Never Stopping | Informador CMZ amb rastreig |                             |
| 2017 | Rough Night                        | Jake                        |                             |
| 2019 | The Lion King                      | Azizi (veu)                 |                             |
| 2021 | Bad Trip                           | Chris Carey                 | També escriptor i productor |
| 2021 | The Mitchells vs. the Machines     | Mark Bowman (veu)           |                             |
| 2021 | Jackass 4                          | Ell mateix                  | Post-producció              |
| 2021 | ¡Canta 2!                          | (veu)                       | En producció                |

### Televisió
| Any               | Títol                                                                | Paper                      | Notes                                                                      |
| ----------------- | -------------------------------------------------------------------- | -------------------------- | -------------------------------------------------------------------------- |
| 2009              | Curb Your Enthusiasm                                                 | Estableix PA               | 2 episodis                                                                 |
| 2010              | The Big Bang Theory                                                  | Joey                       | Episodi: "The 21-Second Excitation"                                        |
| 2011              | Zeke and Luther                                                      | Zorn                       | Episodi: "Skate Troopers"                                                  |
| 2011              | Hot in Cleveland                                                     | Jeff                       | Episodi: "Elka's Wedding"                                                  |
| 2011              | Fact Checkers Unit                                                   | Miratge                    | Episodi: "Excessive Gass"                                                  |
| 2011              | Level Up                                                             | Max Ross                   | Pel·lícula de televisió                                                    |
| 2012–2013         | Don't Trust the B---- in Apartment 23                                | Mark Reynolds              | 22 episodis                                                                |
| 2012 – actualitat | The Eric Andre Show                                                  | A si mateix                | Creador, presentador i guionista                                           |
| 2013–2014         | 2 Broke Girls                                                        | Diaca "Deke" Bromberg      | 8 episodis                                                                 |
| 2014              | Lucas Bros. Moving Co.                                               | Diversos personatges (veu) | 2 episodis                                                                 |
| 2014              | Comedy Bang! Bang!                                                   | A si mateix                | Episodi: "Eric Andre Wears a Cat Collage Shirt & Sneakers"                 |
| 2015              | Robot Chicken                                                        | Diversos personatges (veu) | Episodi: "Zero Vegetals"                                                   |
| 2015-2017         | Man Seeking Woman                                                    | Mike                       | 30 episodis                                                                |
| 2016              | Animals.                                                             | Alex                       | Veu Episodi: "Cats".                                                       |
| 2016              | Traveling the Stars: Action Bronson and Friends Watch Ancient Aliens | A si mateix                | Episodi: "Founding Fathers"                                                |
| 2016              | American Dad!                                                        | El Drifter                 | Veu Episodi: "Stan Smith Is Keanu Reeves as Stanny Utah in Point Breakers" |
| 2017              | Michael Bolton's Big, Sexy Valentine's Day Special                   | Baby Archer                | Varietat especial                                                          |
| 2018              | Mostly 4 Millennials                                                 |                            | Productor executiu                                                         |
| 2018 – actualitat | Disenchantment                                                       | Luci/Pendergast            | Veu, 30 episodis                                                           |
| 2020              | Legalize Everything                                                  | A si mateix                | Llençament especial a Netflix                                              |

### Web
| Any  | Títol                    | Paper       | Notes                                                                |
| ---- | ------------------------ | ----------- | -------------------------------------------------------------------- |
| 2010 | Laugh Track Mash-Ups     | Parker Leon | Episodi: "At Your Sir-vice"                                          |
| 2013 | Aconseguir Doug amb High | A si mateix | 1 episodi                                                            |
| 2013 | The ArScheerio Paul Show | Sabor Flav  | Episodi: "Vanilla Ice & Flavor Flav"                                 |
| 2016 | Hot Ones                 | A si mateix | Episodi: "Eric Andre Turns Into Tay Zonday While Eating Spicy Wings" |
| 2020 | Hot Ones                 | A si mateix | Episodi: "Eric Andre Enters a Fugue State While Eating Spicy Wings"  |

## Discografia

### Àlbums
| Títol               | Data de publicació     | Segell discogràfic   | Notes              |
| ------------------- | ---------------------- | -------------------- | ------------------ |
| BLARF (EP)          | 25 de desembre de 2014 | Auto-alliberat       | amb The First Seed |
| Cease & Desist (LP) | 26 de juny de 2019     | Stones Throw Records | com Blarf          |

### Aparicions de convidats
| Títol                                              | Artistes principals             | Data de publicació | Àlbum                       |
| -------------------------------------------------- | ------------------------------- | ------------------ | --------------------------- |
| "Eric's Advice (Skit)"                             | Nocando                         | 18 de març de 2014 | Jimmy the Burnout           |
| "Intro" i "PSA"                                    | OG Swaggerdick                  | 9 d'agost de 2019  | Views from the Dick         |
| "Love Me in My Heart" (com a Eric "Scratch" Andre) | Lee "Scratch" Perry i Mr. Green | 23 d’agost de 2019 | Super Ape vs. 緑: Open Door |